# موطن بيئي

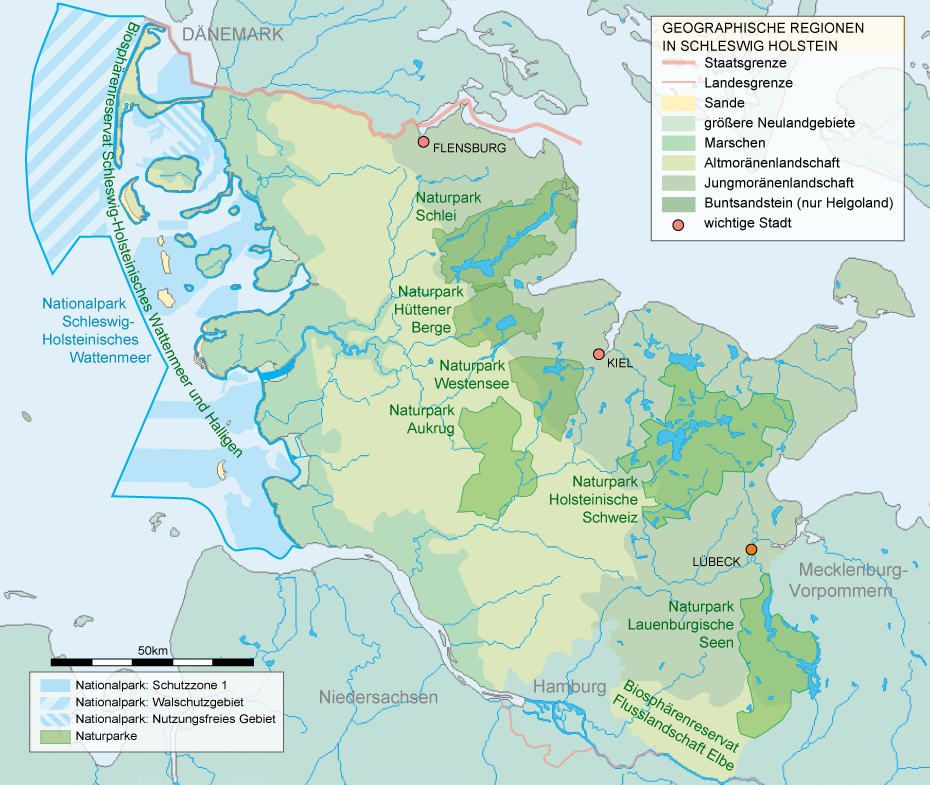

الموطن البيئي (بالإنجليزية: Ecotope)، هي أصغر وحدة مستعملة عند رسم خرائط وتصنيف المناظر الطبيعية المتميزة بيئيًا. على هذا النحو، فإنها تمثل وحدات وظيفية للمناظر الطبيعية بملامح متجانسة وصريحة مكانيًا مفيدة لطبقة المناظر الطبيعية في ميزات متميزة من الناحية البيئية لقياس وتخطيط بنية المناظر الطبيعية ووظيفتها وتغييرها.
مثل النظم البيئية، يتم تحديد المواطن البيئية باستخدام معايير مرنة، من خلال المعايير المحددة ضمن نظام رسم الخرائط والتصنيف الإيكولوجي المحدد. تمامًا كما يتم تعريف النظم البيئية من خلال تفاعل المكونات الحيوية وغير الحيوية، يجب أن يصنف مواطن المناظر الطبيعية استنادًا إلى مزيج من العوامل الحيوية وغير الحيوية، بما في ذلك النباتات والتربة والهيدرولوجيا وعوامل أخرى. تشمل المعلمات الأخرى التي يجب أخذها في الاعتبار في تصنيف المواطن البيئية فترة استقرارها (مثل عدد السنوات التي قد تستمر فيها الميزة)، والمقياس المكاني (الحد الأدنى لوحدة رسم الخرائط).
تم تعريف المصطلح لأول مرة من قبل ثورفالد سورنسن في عام 1936. اختار آرثر تانسلي هذا التعريف في عام 1939 وشرحه. وذكر أن الموطن البيئي هو «الجزء الخاص، [...] ، من العالم المادي الذي يشكل موطنًا للكائنات الحية التي تعيش فيه». في عام 1945، قام كارل ترول بتطبيق هذا المصطلح لأول مرة على بيئة المناظر الطبيعية «أصغر كائن مكاني أو مكون من المناظر الطبيعية الجغرافية».